# Dr Ruth Segomotsi Mompati
Dr Ruth Segomotsi Mompati (englisch Dr Ruth Segomotsi Mompati District Municipality, früher: Bophirima) ist ein Distrikt innerhalb der südafrikanischen Provinz Nordwest. Der Sitz der Distriktverwaltung befindet sich in Vryburg. Bürgermeisterin ist Boitumelo Lesego Mahlangu.
Benannt ist der Distrikt nach Ruth Segomotsi Mompati, Mitglied des African National Congress (ANC) seit 1952, Mitglied des südafrikanischen Parlaments von 1994 bis 1996 und ehemalige Botschafterin Südafrikas in der Schweiz. Bis 2008 lautete der Distriktname Bophirima.

## Gliederung
Die Distriktgemeinde wird von folgenden Lokalgemeinden gebildet:
- Greater Taung
- Kagisano-Molopo
- Lekwa-Teemane
- Mamusa
- Naledi

## Demografie
Er hat 463.815 Einwohner (Stand: 2022) auf einer Gesamtfläche von 43,7 km².

## Nationalparks und Naturschutzgebiete
- Leon Taljaard Naturschutzgebiet
- Molopo Naturschutzgebiet
- Taung (UNESCO-Welterbe)